# Endon
Koordinaten: 53° 5′ N, 2° 7′ W
Endon ist eine Ortschaft im Staffordshire, England, südwestlich von Leek und südöstlich von Biddulph, 274 m über dem Meeresspiegel.
Der Ort ist bekannt für den dort praktizierten Brauch der Brunnenschmückung. Dabei wird jedes Jahr auch eine Brunnen-„Königin“ gewählt. Henry Audley, Lord von Endon, ließ 1246 eine Kapelle am Ort bauen, die 1721 durch eine Kirche abgelöst wurde. Die heutige Kirche von Endon wurde 1991 errichtet.

## Persönlichkeiten
- Herbert Wilson Foster (1846–1929), Maler, Zeichner und Porzellanmaler